# Linda Verkaaik
Linda Verkaaik, (Utrecht, 20 december 1956) is een Nederlandse beeldhouwer, emailleur en land art kunstenaar.

## Leven en werk
Linda Verkaaik heeft een opleiding gevolgd aan de Academie voor Beeldende Kunsten te Utrecht  (emaille en beeldhouwen) en aan de Rijksacademie te Amsterdam, (beeldhouwen). 
Haar werk is geïnspireerd op opgravingen uit de oudheid en de middeleeuwen. Ze was gefascineerd naar de grootsheid en mystiek van vervlogen tijden waar ons contact mee vervaagd is, maar niet verbroken. Met haar werk confronteert Linda Verkaaik ons met schijnbaar kleine gebeurtenissen in een grote mythische wereld van ongekende menselijke mogelijkheden. De symboliek van haar werk vertelt over leven en dood, over samenleven en beleven en over verbinding.
Linda Verkaaik werkt zowel twee- als driedimensionaal Naast het vrije werk en werk in opdracht,  worden ook tijdelijke landschappelijke projecten uitgevoerd in multi media. De ruimtelijke drie-dimensionale werken die Verkaaik maakt, bestaan uit beelden, voornamelijk plastische reliëfschillen, van electrolytisch koper, ijzer of brons met kleuraccenten van email, mozaïek en acrylaat. De werken worden gekenmerkt door een grote mate van transparantie. Haar twee-dimensionale werk bestaat uit wandpanelen. Deze zijn vaak gemaakt van messing, zink of koper met eveneens dezelfde kleuraccenten. Ook maakt zij transparante "tapijten" van gaasdoek. Ze ontwierp meerdere  penningen (1993, 2019) voor de Vereniging voor Penningkunst.
Haar beelden zijn vaak krachtig van vorm en inhoud, maar rank en gracieus vormgegeven. Ze bouwt haar beelden gelaagd op, waardoor het licht en luchtig oogt. In haar werken combineert ze vaak verschillende materialen, zoals glasmozaïek, papier, gaasdoek en acrylaat of brons met email. Door deze combinaties worden stoere materialen, zoals brons en staal, erg kwetsbaar en gevoelig. Het verhaal blijft echter wel het uitgangspunt voor de vorm. In haar drie-dimensionale werken en landart projecten probeert Verkaaik gebruik te maken van licht, geluid en de natuurlijke elementen om zo inhoudelijk commentaar te leveren voor het permanente architecturale landschap. Denk hierbij bijvoorbeeld aan zon-schaduw, gelaagdheid, tijd van de dag en reflectie.
Haar werk is in het bezit van bedrijven, musea, gemeenten en particuliere en openbare collecties in binnen- en buitenland.
De veelzijdig uitgewerkte thema’s in haar werk, tonen niet alleen een uitgestrekt, vakgebied, maar laten ook een scala aan intensief, creatief onderzoek zien. Op een haast schilderachtige manier verweeft ze metaal, glas en moziëk tot ruimtelijke beelden die de kijker omhullen of verheffen. Hierdoor ontstaan onorthodoxe oplossingen voor de invulling van onze leefomgeving. Kleur en ornament zijn niet weg te denken in haar objecten. Naast de landschappelijke projecten tijdens het Oerolfestival (Terschelling), zijn haar blijvende monumentale creaties op vele plaatsen in Nederland te zien. Van kleine bronzen medailles, tot grote autonome beelden en architecturale meubels in de openbare ruimte. Van landart tot film en lichtprojecties. Ze is altijd op zoek naar manieren om verbinding te maken tussen materialen, mensen en de manier hoe de natuur zich manifesteert in het werk.

## Werk in openbare collecties (selectie)
- Musiom, Amersfoort
- HazArt, Soest
- Beelden aan zee, Den Haag

## Exposities (selectie)
- •Opdrachten: o.a. • Zit- speelobject, Dronten • Object patio, Hogeschool van Utrecht, faculteit Economie en Management • Luifel, banken en verkeerszuilen, Medisch Centrum Molendael, Baarn • Wandreliëf, gemeentehuis Harderwiik • Kunsttoepassing in vloer en balustrades, gemeentehuis Katwijk • Zitelementen, vliegers, Park Duijnwijk, Zandvoort • Kunsttoepassing in de hal en aan de wanden van het ROC, Utrecht • Kroonluchter, Deventer ziekenhuis • Q4 Maaskade, Venlo • VSB poëzie prijs • Toegangs- en Afscheidingshek, AEF en Oranjefonds, Utrecht • Sokkelproject Bussum •  Discussion, Ordospark, China • 7 goden op een berg, Nice, Frankrijk • Ecce  Homo, brandweerkazerne  Alblasserdam •  Meander, Steenwijk • Symposium Peace Monuments of War Material, Arboga Sweden • Het Nationale watersnoodramp monument voor Marken  •  Monument voor strooiveld, Wand toepassing, bank voor Bartimeus Doorn • Bezinningsmonument , gemeente Nijkerk • Hulpbruggen oranje loper, Amsterdam  •Landschappelijke projecten: o.a.  Oerolfestival, Terschelling • 100 jaar Wilhelminapark, Utrecht • huis Kernheim, Ede  • Odapark, Venray • Lek-art, Culemborg / Opening Beatrixpark, Almere / Artimond, Helmond  •  Euroartfestival, Amstelpark, Amsterdam • Q4, Maaskade, Venlo • Biennale Heeswijk • Plateau Margraten, Wanda Reiff  • Intramurs / Valencia • Dichter op het land, Schokland • Schokland • Kunstroute Zijpe aan zee • Eb, Schokland • Kunstmaand Ameland • Kunst vaarroute, Amersfoort • Carart, Zandvoort • Beeldengalerij Haarlem, Haarlemmerhout
- •Exposities:  solo, thema en groepsexposities van 1991 t/m 2021 Nationaal en internationaal
- Het Tongerlohuys, Rozendaal
- De Kunsthal, Rotterdam
- Beeldentuin de Keukenhof, Lisse
- Biennales Int., Limoges, Laval, Tokio, USA, Coburg
- Galerie de Hoge Hees, Eersel
- Beelden op de dijk, Wilp
- Galerie Dom'Arte, Rucphen
- Beeldenpark Bronnigerveen-galerie Wiekxx, Nieuweschans
- Het Odapark, Venray
- Gallerie Vromans, Amsterdam
- Gallerie de Ploegh, Soest
- Chateau St.Gerlach, Valkenburg
- Kasteel Ravesteyn, Heenvliet
- Verbeelding aan Zee, Bergen aan Zee
- Atelierpark Rochemuse, Choranche
- Auxiliatrixpark, Venlo
- Galerie Bianca Landgraaf, Laren
- Museum 't Oude Slot, Veldhoven
- 5th International Biennale of Beijing, China
- Hamper Gallery, New York, USA
- Kunsthal 45, Den Helder

## Fotogalerij

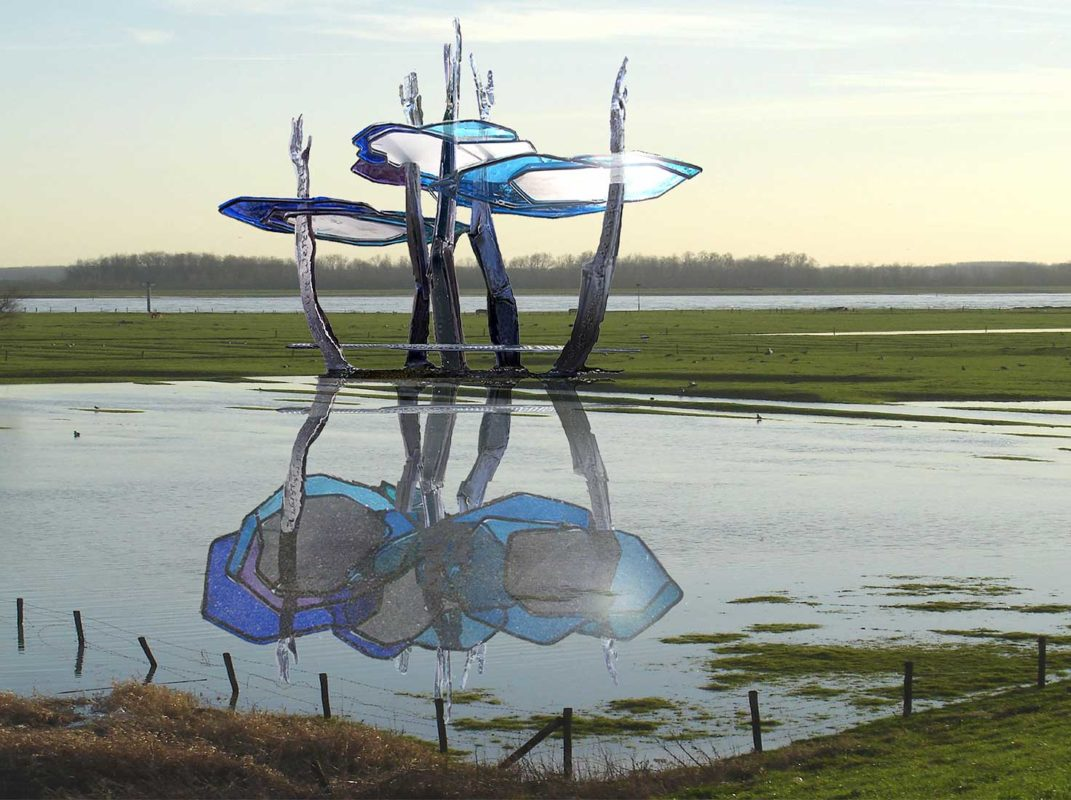
Bakens aan het water, installatie langs de Waal.
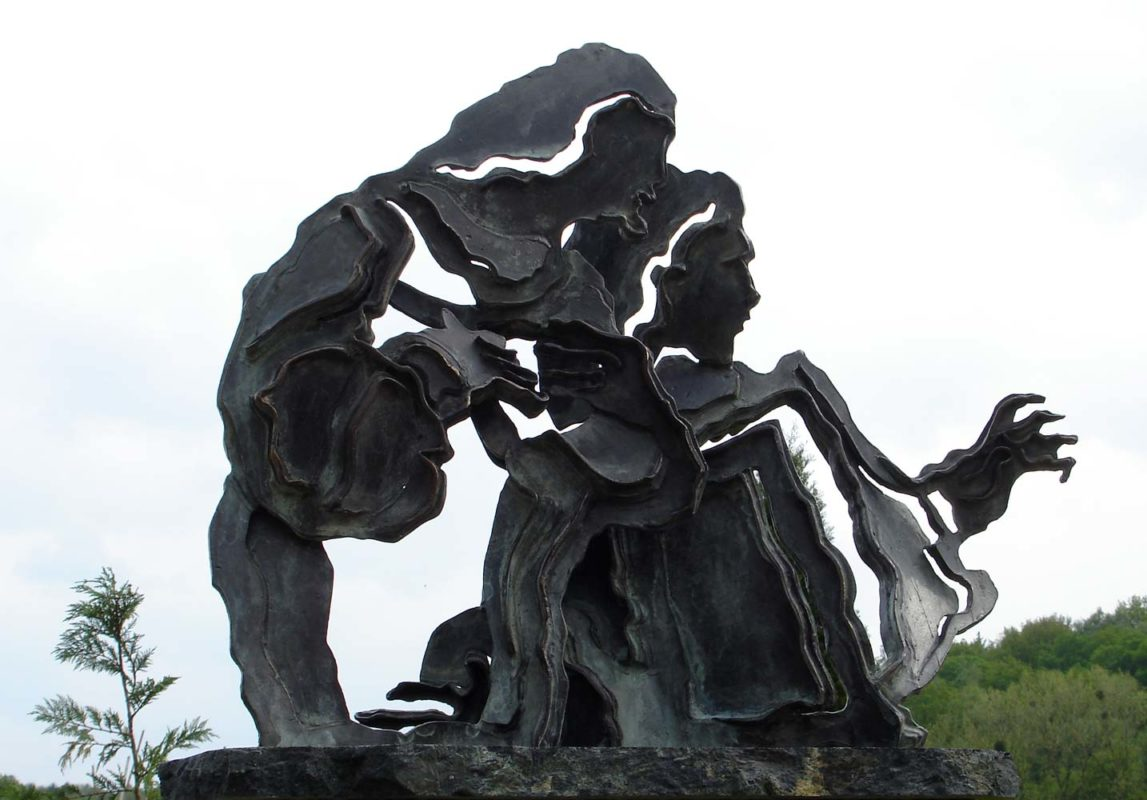
De Tijding, Musiom
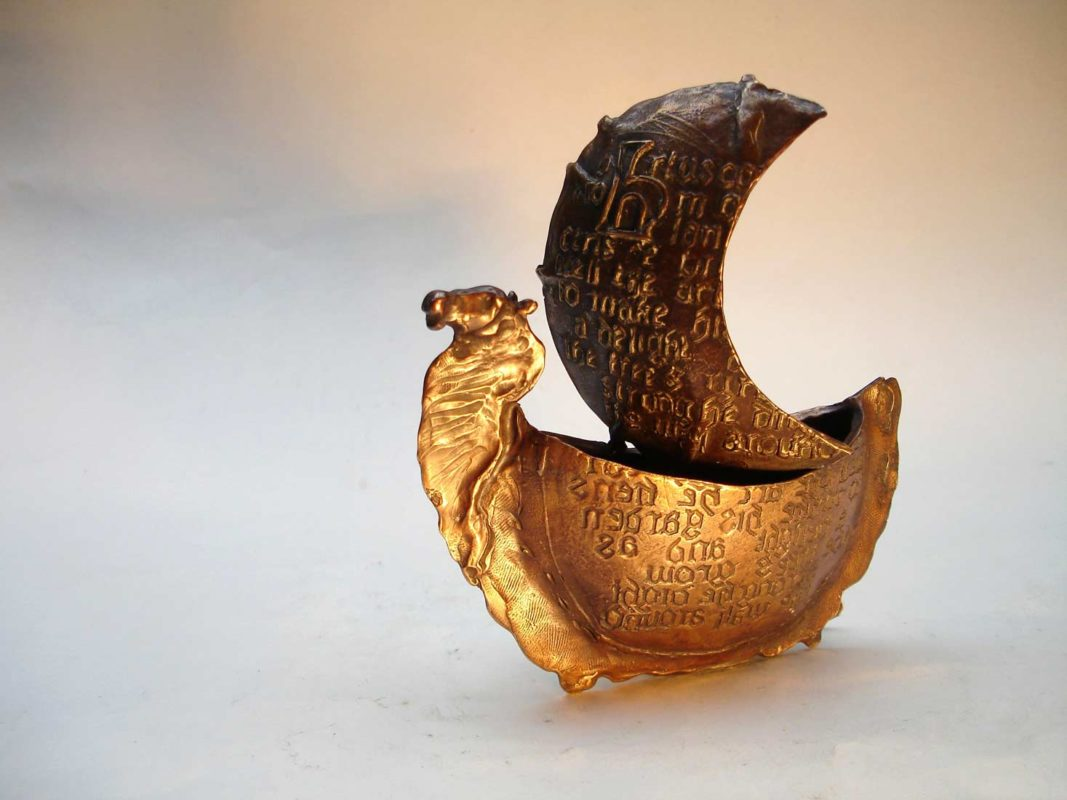
VSB Poezieprijs 1, de inspiratie
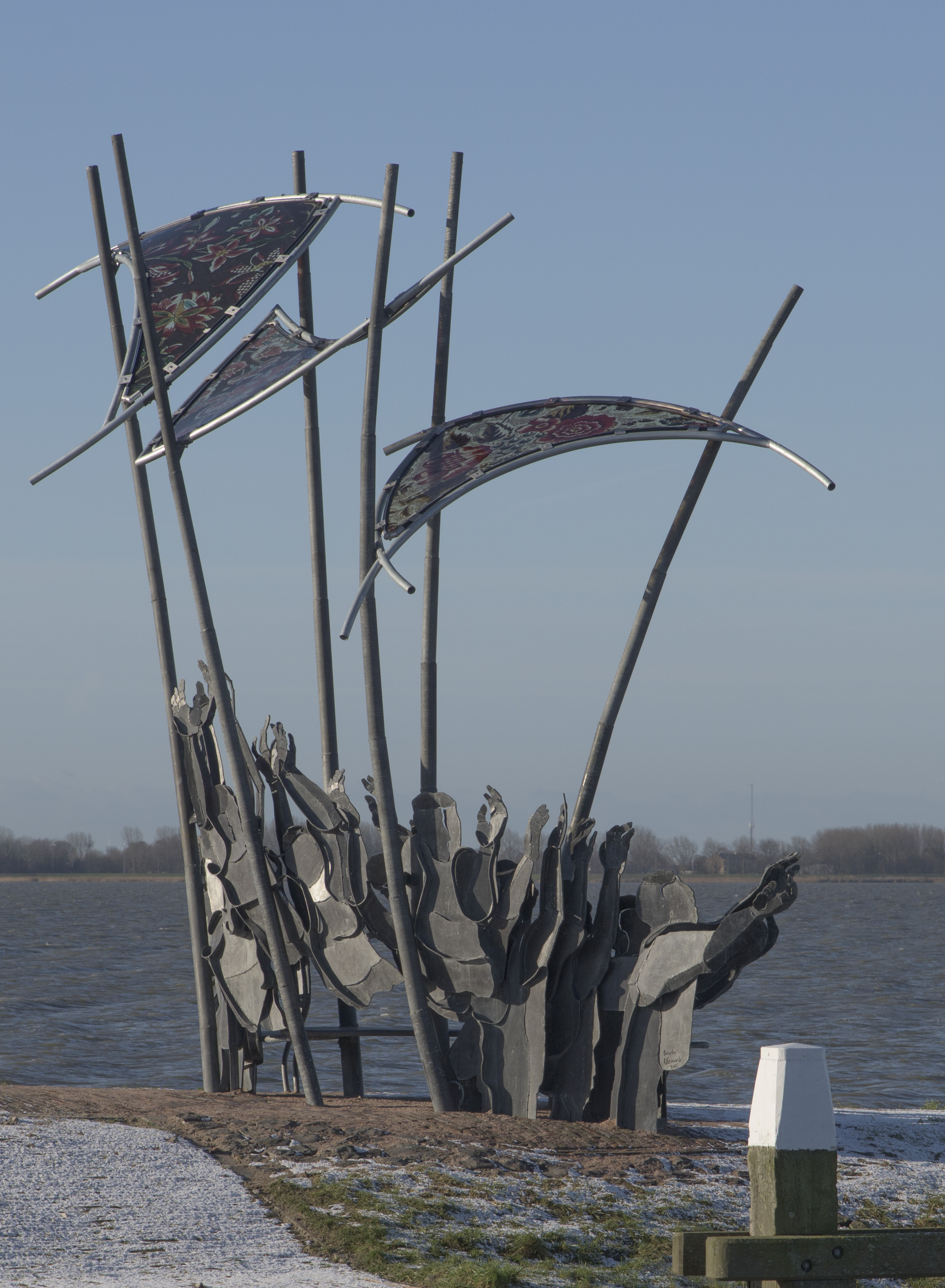
The Wave, watersnoodmonument op Marken

- Gemeinsame Normdatei: 1299965393
- International Standard Name Identifier: 0000 0004 5115 9441
- Library of Congress Control Number: no2015097759
- RKD-Nederlands Instituut voor Kunstgeschiedenis: 80403
- Virtual International Authority File: 316799657